# Кокжиек
Кокжиек (каз. Көкжиек, до 2018 г. — Зверохозяйство) — село в Шуском районе Жамбылской области Казахстана. Входит в состав Толебийского сельского округа. Код КАТО — 316630300.

## Население
В 1999 году население села составляло 168 человек (89 мужчин и 79 женщин). По данным переписи 2009 года, в селе проживало 287 человек (142 мужчины и 145 женщин).